# Olive Thomas
Olive Thomas (20 d'octubre de 1894 – 10 de setembre de 1920) va ser una actriu del cinema mut i socialité de nacionalitat nord-americana. Va ser, a més, una corista de les Ziegfeld Follies i l'original flapper, i és recordada pel seu matrimoni amb Jack Pickford i per la seva defunció.

## Inicis
El seu veritable nom era Oliva R. Duffy, encara que de vegades afirmava que el seu nom de naixement era Oliveretta Elaine Duffy. Va néixer dins d'una família de classe treballadora de Charleroi, Pennsilvània. El seu pare havia mort en un accident laboral quan ella era jove i, a causa de la difícil situació econòmica en què va quedar la família, va haver d'abandonar els seus estudis per ajudar la seva mare i els seus dos germans menors, James i William. L'abril del 1911, als 16 anys, es va casar amb Bernard Krugh Thomas a McKees Rocks, Pennsylvania. Durant els seus dos anys de matrimoni, hauria treballat com a dependenta d'uns grans magatzems a Pittsburgh. Després de divorciar-se va tornar amb la seva família, i va anar a viure a la ciutat de Nova York, on va trobar feina en uns grans magatzems de Harlem.
El 1914, després de respondre a un anunci de premsa, va guanyar el concurs "La noia més maca de Nova York", dirigit per l'artista comercial Howard Chandler Christy. Després va ser model de l'artista Harrison Fisher, i finalment va aparèixer a la portada del The Saturday Evening Post.

## Arribada a la fama

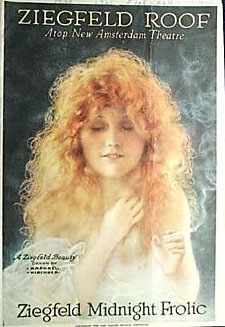
Pòster de 1916 de Midnight Frolic.

Fisher va escriure una carta de recomanació a Flo Ziegfeld, aconseguint que Thomas fos contractada per les Ziegfeld Follies. Posteriorment va treballar a la revista Midnight Frolic, un espectacle representat després de mitjanit en el terrat del Teatre New Amsterdam. A diferència de les Follies, les dones del Midnight Frolic mantenien un estricte decòrum a l'escenari, independentment de l'escàs vestuari que utilitzaven. Les intèrprets apareixien vestides amb globus, permetent als espectadors rebentar-los amb els seus cigars. La reputació de Thomas va poder ser la raó per la qual la família de Pickford la rebutgés. No obstant això, la resta de la societat no desaprovava aquestes intèrprets, i entre les que havien dut a terme espectacles similars cal destacar Céleste Mogador, Liane de Pougy i Sarah Bernhardt.
El Midnight Frolic era principalment un xou per a un públic masculí cèlebre i amb prou diners per donar-ne a les joves i atractives intèrprets. Passat poc temps, Thomas es va convertir en el centre d'atenció del grup social de moda associat a l'editor Condé Montrose Nast, i ben aviat es va veure buscada per homes de fortuna i poder polític. Així va rebre costosos regals dels seus admiradors; es deia que l'ambaixador alemany l'havia obsequiat amb un collaret de perles valorat en 10.000 dòlars.

## Carrera cinematogràfica
Com a part de la seva sobtada fama, va posar nua per a l'artista peruà Alberto Vargas, i va signar un contracte amb International Film Company per actuar com a primera actriu a les pel·lícules d'Harry Fox. Al llarg dels següents quatre anys, Thomas va actuar en més de vint films a Hollywood. El seu debut va arribar amb la pel·lícula A Girl Like That, i després va intervenir en Beatrice Fairfax. A l'octubre del 1916 es va passar a Triangle Pictures, estudi en el qual va actuar al costat de Thomas Ince. Poc després van sorgir notícies sobre el seu compromís amb Jack Pickford, amb qui realment s'havia casat un any abans. Mentre va durar el seu contracte amb Triangle, a Thomas se l'anomenava "L'estrella de Triangle".
Al desembre del 1918 Thomas va ser convençuda per Myron Selznick per passar-se a Selznick Pictures Company. Aviat es va convertir en la primera estrella de Selznick, i va crear la imatge de la "dona fatal". L'any 1920 va interpretar una adolescent en la pel·lícula escrita per Frances Marion The Flapper. No obstant això, en una època en la qual els actors es definien pel tipus de paper que interpretaven, Thomas sentia que no tenia un tipus propi, alguna cosa que ella afirmava que sí que posseïen actrius com Mary Pickford, Norma Talmadge, Constance Talmadge, Dorothy Gish o Alla Nazimova.
Thomas va ser la primera actriu a ser descrita amb el terme flapper, precedint-ne d'altres com Clara Bow, Louise Brooks, i Joan Crawford. Ella interpretaria el paper de flapper en els seus últims films, incloent A Youthful Folly i Everybody's Sweetheart. La fórmula va demostrar ser un èxit, perquè quan va morir Thomas guanyava uns 3.000 dòlars setmanals.

## Vida personal

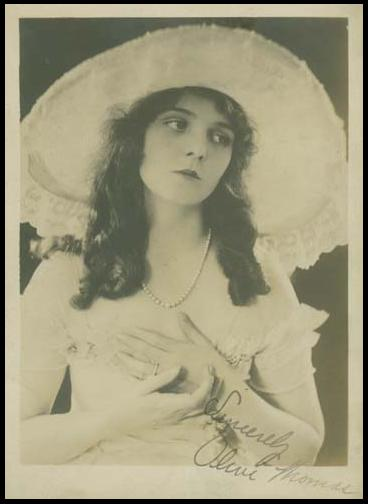
Foto autografiada de Olive Thomas cap a 1916.

Va tenir dos germans: James Duffy (nascut el 1896) i William Duffy (nascut el 1899). Ella va ajudar James a muntar una botiga de productes elèctrics. William va entrar en el Cos de Marines dels Estats Units, i posteriorment va treballar com a operador de càmera. En l'època de la mort de la seva germana, James i William treballaven per a Selznick Productions. D'altra banda, la seva mare es va casar de nou, amb Harry Van Kirk, i el 1914 va donar a Thomas una germana, Harriet Duffy.
Thomas era coneguda per la seva participació en festes de caràcter desenfrenat, cosa que es va incrementar després del seu matrimoni amb Pickford. L'alcohol va començar a tenir un paper cada vegada més gran en la vida de Thomas, protagonitzant part dels drames viscuts al costat del seu marit, i possiblement també en els seus accidents de trànsit –en va tenir tres, en dos anys, un dels quals un atropellament en què va ferir greument un nen de 9 anys. Finalment va decidir contractar un xofer.
Thomas havia conegut Jack Pickford, germà de la poderosa estrella del cinema mut Mary Pickford, en un cafè de la platja de Santa Mónica. La parella es va casar en secret el 25 d'octubre de 1916 a Nova Jersey. No hi era present cap familiar, i l'únic testimoni va ser Thomas Meighan. No van arribar a tenir fills propis, i el 1920 van adoptar el nebot de l'actriu, llavors de sis anys, orfe després de morir la seva mare.
Encara que Pickford va ser l'amor de la seva vida, el matrimoni va ser conflictiu, i la família de l'actor no sempre va aprovar Thomas, encara que la major part va estar present en el seu funeral.

## Defunció
Thomas i Pickford intentaven passar les vacances junts, ja que viatjaven constantment i tenien poc temps per estar l'un amb l'altre. Amb el seu matrimoni en perill, la parella va decidir passar una segona lluna de mel. Per això, a l'agost de 1920 van viatjar a París, França, esperant combinar les vacances amb alguns preparatius cinematogràfics.
A la nit del 9 de setembre de 1920 la parella va sortir a passar una nit d'entreteniment en els famosos bistrots del barri parisenc de Montparnasse. De tornada a la seva habitació de l'Hotel Ritz, Thomas va ingerir accidentalment una gran dosi de clorur de mercuri, el qual havia estat prescrit per tractar la sífilis crònica del seu marit. L'etiqueta en francès podria haver estat la causa parcial de la confusió. Va ser traslladada a l'Hospital Americà de París, a Neuilly-sur-Seine, on Pickford, juntament amb el seu cunyat Owen Moore, va romandre al seu costat fins al moment de la defunció, uns dies més tard. Després de la mort es va fer l'autòpsia i es va iniciar una recerca policial, que determinà que la mort de l'actriu havia estat accidental.
Les restes d'Olive Thomas van ser transportades als Estats Units i enterrades al Cementiri Woodlawn del Bronx, Nova York.

## Filmografia

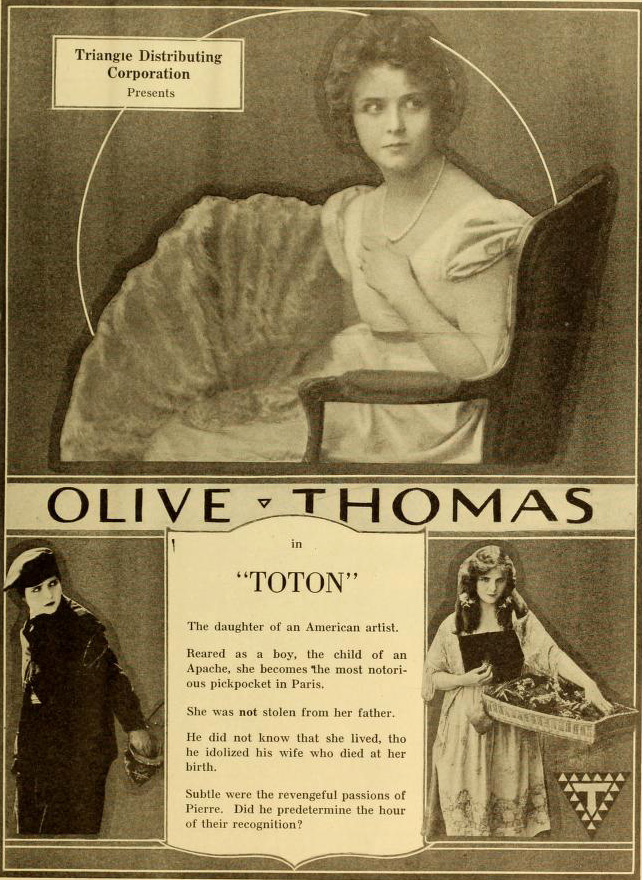
Toton (1919)

| Any  | Film                                  | Paper                               | Observacions                        |
| ---- | ------------------------------------- | ----------------------------------- | ----------------------------------- |
| 1916 | Beatrice Fairfax                      | Rita Malone                         | Un altre títol: Letters to Beatrice |
| 1916 | Beatrice Fairfax Episode 10: Playball | Rita Malone                         |                                     |
| 1917 | A Girl Like That                      | Fannie Brooks                       |                                     |
| 1917 | Madcap Madge                          | Betty                               |                                     |
| 1917 | An Even Break                         | Claire Curtis                       |                                     |
| 1917 | Broadway Arizona                      | Fritzi Carlyle                      |                                     |
| 1917 | Indiscreet Corinne                    | Corinne Chilvers                    |                                     |
| 1917 | Tom Sawyer                            | Membre del corus                    | Sense acreditar                     |
| 1918 | Betty Takes a Hand                    | Betty Marshall                      |                                     |
| 1918 | Limousine Life                        | Minnie Wills                        |                                     |
| 1918 | Heiress for a Day                     | Helen Thurston                      |                                     |
| 1919 | Toton the Apatxe                      | Toton/Yvonne                        |                                     |
| 1919 | The Follies Girl                      | Doll                                |                                     |
| 1919 | Upstairs and Down                     | Alice Chesterton                    | Un altre títol: Up-stairs and Down  |
| 1919 | Love's Prisoner                       | Nancy, posteriorment Lady Cleveland |                                     |
| 1919 | Prudence on Broadway                  | Prudence                            |                                     |
| 1919 | The Spite Bride                       | Tessa Doyle                         |                                     |
| 1919 | The Glorious Lady                     | Ivis Benson                         |                                     |
| 1919 | Out Yonder                            | Flotsam                             |                                     |
| 1920 | Footlights and Shadows                | Gloria Dawn                         |                                     |
| 1920 | Youthful Folly                        | Nancy Sherwin                       | Guionista                           |
| 1920 | The Flapper                           | Ginger King                         |                                     |
| 1920 | Darling Mini                          | Kitty McCarthy                      |                                     |
| 1920 | Everybody's Sweetheart                | Mary                                |                                     |